# Liste der Bodendenkmale in Siedenburg
In der Liste der Bodendenkmale in Siedenburg  sind die Bodendenkmale der niedersächsischen Gemeinde Siedenburg aufgeführt. Die Quelle ist der Denkmalatlas Niedersachsen.
- Bitte beachten Sie, dass diese Liste keinen Anspruch auf Vollständigkeit erhebt.
- Die Angaben ersetzen nicht die rechtsverbindliche Auskunft der zuständigen Denkmalschutzbehörde.
- Es sind nur Daten aus dem Denkmalatlas verarbeitet.
- Der Stand der Liste ist der 29. Mai 2025.

Siedenburg im Landkreis Diepholz

## Allgemein
In den Spalten finden sich folgende Informationen des Bodendenkmales:
| Lage         | geographische Koordinaten                                                           |
| Bezeichnung  | Bezeichnung lt. Denkmalatlas                                                        |
| Beschreibung | Beschreibung lt. Denkmalatlas                                                       |
| ID           | Objekt-ID                                                                           |
| Bild         | Bild, ggf. zusätzlich mit Link zu weiteren Fotos im Medienarchiv Wikimedia Commons. |

## Siedenburg
| Lage                        | Bezeichnung              | Beschreibung                             | ID       | Bild |
| --------------------------- | ------------------------ | ---------------------------------------- | -------- | ---- |
| 52° 42′ 53″ N, 8° 57′ 10″ O | Siedenburg 36, Grabhügel | Durchmesser ca. 15 m und Höhe ca. 0,4 m. | 49657126 | BW   |